# Sant Miquel de Palau-sacosta
Sant Miquel és una església al barri de Palau al municipi de Girona anteriorment al desaparegut terme municipal de Palau-sacosta. Les primeres notícies daten del 1221, quan es parla d'una vinya al territori de Sant Miquel de Palau. La segona és la visita del bisbe Jaume Satrilla al 1373 (pertanyia a Sant Feliu de Girona). Al 1495 es construeix la fàbrica gòtica, que serà substituïda al 1936. El mestre d'obres de la gòtica fou Joan Parés, que feu contracte amb el cavaller Joan de Sarriera. L'actual es construeix entre el 1941 i el 1942. Els materials ceràmics són de Quart (columnes cilíndriques negres). El campanar és de nova factura.
L'edifici contemporani és una església de tres naus, amb creuer i cimbori octogonal. Clou amb tres absis. Composició de la façana amb el campanar a l'esquerra (posterior). Accés centrat a la nau, i per portada d'arcs de punt rodó de pedra polida. Al damunt: tres finestres esglaonades d'arcs de punt rodó i teulat voltat. Els absis no estan acabats de remolinar. El conjunt el formen el cementiri a l'esquerra de l'església (accés posterior per porta amb llinda amb frontó classitzant), un edifici al davant, de composició simètrica i un edifici adossat al costat dret de l'església (de planta allargassada, de planta baixa i dos pisos, i teulat a dues aigües i carener paral·lel a la façana. La façana conté tres finestres de modillons i la porta del mateix. Al costat esquerre té restes de badius tapiats.
Al 1918 Rafael Masó va restaurar una capella per a la família Sarriera amb la construcció d'un nou altar que va desaparèixer durant la Guerra Civil.